# Philipp Trauer
Philipp Trauer (* 6. August 1988 in München) ist ein deutscher Filmproduzent.
Er studierte ab 2011 an der Hochschule für Fernsehen und Film München und produzierte während jener Zeit viele ausgezeichnete Kurz- und Werbefilme. Zusammen mit Trini Götze und Mariko Minoguchi gründete er die Produktionsfirma TRIMAPHILM (heute Trimafilm).
Philipp Trauer führt aktuell mit Thomas Wöbke die BerghausWöbke Filmproduktion.
Den größten Erfolg erzielten die beiden Produzenten mit dem Film September 5 von Tim Fehlbaum. Der Film war nominiert für einen Golden Globe® Best Picture Drama, sowie für einen Academy Award® in der Kategorie Best Screenplay. Zudem gewannen September 5 den Bayerischen Filmpreis als Bester Film und insgesamt neun Lolas beim Deutschen Filmpreis 2025. Darunter auch die Goldene Lola für den Besten Spielfilm.

## Filmografie (Auswahl)
- 2015: I Remember von Janna Ji Wonders
- 2016: Moonjourney von Chiara Grabmayr
- 2019: Mein Ende. Dein Anfang. von Mariko Minoguchi
- 2019: Golden Twenties von Sophie Kluge
- 2021: Da kommt noch was von Mareille Klein
- 2021: Tides aka The Colony von Tim Fehlbaum
- 2024: September 5 von Tim Fehlbaum
- 2025: 22 Bahnen (nach dem gleichnamigen Roman von Caroline Wahl) von Mia Maariel Meyer[9]